# Обдукција ванземаљца
Обдукција ванземаљца (енгл. Alien autopsy) је седамнаестоминутни црно-бели филм издат 28. августа 1995. године од стране лондонског предузетника Реја Сантилија. Филм је приказан као снимак лекарског прегледа, односно аутентичне обдукције тела ванземаљца опорављеног након пада „летећег диска” 1947. у близини Розвела у Новом Мексику од стране америчке војске. Сантили је тада изјавио да му је филмске снимке наводно доставио пензионисани војни сниматељ који је желео да остане анониман.
2006. године Сантили је признао да филм није аутентичан, већ исценирана реконструкција снимака за које је тврдио да их је погледао почетком 1990.-их, али који су постали неупотребљиви док је снимао његов филм. Тврдио је да је неколико кадрова из оригинала уграђено у његов филм, али никада није прецизирао о којим кадровима се ради, а постојање оригиналне траке наводне обдукције никада није независно проверено.
Филм је од 1995. па све до 2006. године прошао пун круг: од „стварних снимака”, преко „реконструкције”, до „100% измишљеног играног филма”.

## Случај Розвел (1974)
8. јула 1974. дневне новине су објавиле наводе о паду „летећег диска“ на ранчу у близини Розвела у Новом Мексику. Наиме, сви сведоци су тврдили да су видели ванземаљску летелицу, као и „мале зелене” како беже са места несреће. Војска је брзо повукла ту изјаву и уместо тога изјавила да је срушени предмет био само уобичајени метеоролошки балон. Објављени документи из Еф-Би-Аја (енг. FBI) такође потврђују да се у Розвелу срушио ванземаљски брод, као и да су пронађена тела ванземаљаца која се чувају у строгој тајности и над њима се и данас врше истраживања. Америчко ратно ваздухопловство (енг. US Air Force) је 1994. године објавило извештај којим је срушени објекат идентификован као балон за надзор нуклеарних испитивања пројекта Могул (енг. Project Mogul). Други извештај ваздухопловства, објављен 1997. године, закључио је да приче о „телима ванземаљаца“ вероватно потичу од испадања „тест“ лутки (енг. test dummies) с великих висина.

## Обдукција ванземаљца: чињеница или измишљотина
28. августа 1995. године телевизија Фокс (енг. Fox) емитовала је снимак у Сједињеним државама (енг. United States of America — скраћено USA) који је водио Џонатан Фрејкс (енг. Jonathan Frakes), под називом Обдукција ванземаљца: чињеница или измишљотина (енг. Alien Autopsy: Fact or Fiction). Програм је изазвао сензацију и Фокс је програм емитовао укупно три пута, сваки пут са већом гледаношћу, при чему је емисија у новембру 1995. освојила свој термин са 11,7 милиона гледалаца и уделом од 14%. У емитованој емисији неки делови обдукције су пикселизовани или уређени због њихове наводне „графичке природе”, а раније верзије су садржле, како је тврдио Сантили, цео и неуређен филм као и претходно необјављене снимке олупине која је представљена као остатак ванземаљског брода за који се извештавало да се срушио у Розвелу.
У програму су се налазиле бројне добро познате фигуре испред и иза камере. Рађени су интервјуи са стручњацима за аутентичност филма укључујући шминкера за специјалне ефекте Стена Винстона (енг. Stan Winston), сниматеља Алена Давјуа (енг.  Allen Daviau) и истакнутог форензичког патолога Харисона Вехта (енг. Harrison Wecht), који је сматрао да су поступци обдукције у филму аутентични, али су убрзо заустављени након декларације о ванземаљском бићу.
Продуцент Роберт Кивијат (енг. Robert Kiviat) је ангажовао филмског редитеља Џона Џопсона (енг. John Jopson) да режира неколико делова специјалног програма, укључујући и Сантилијев интервју. Џопсон је изјавио да је одмах постао сумњичав када је упознао Сантилија у Лондону и, након спровођења даље истаге, рекао је и Фоксу и Кивијату са верује да је цела ствар превара. О њиховом одговору рекао је : „Тада ми је јасно речено да ако снимци буду изложени као подвала пре него што се емитује емисија, гледаност ће патити.” Џонсон је тада затражио услугу од свог пријатеља, познатог приватног истражитеља, Вилијама Дира (енг. William Dear), али су га продуценти зауставили због страха да ће емисија бити изложена као подвала пре датума емитовања, изјавио је Џонсон.
Два учесника програма, Стен Винстон (енг. Stan Winston) и Кевин Рендл (енг. Kevin D. Randle) (запажени аутор НЛО-а (енг. UFO) и истражитељ) тврдили су касније да су у својим интервјуима јасно изјавили да је снимак превара али њихове изјаве нису коришћене у емисији.

## Играни филм
2006. године догађаји око објављивања снимка адаптирани су као британска играна комедија са елементима научне фантастике, под истим називом - „Обдукција ванземаљаца” у режији Џонија Кампбела (енг. Johny Campbell), а по сценарију Вилијама Дејвиса (енг. William Davies). Филм представља шаљиву реконструкцију настанка Сантилијевог филма на основу Сантилијевих изјава, али без коментарисања истинитости његових тврдњи. У главним улогама су Антони Макпартлин (енг. Anthony David McPartlin) и Деклан Донели (енг. Declan Donnelly), познати као Ант и Дил, који тумаче Сантилија и Гарија Шуфилда. Филм је у земљи постигао умерен комерцијални успех, чинећи бр. 3 на британској табели благајни.

## Сантилијево признање
Дана 4. априла 2006, неколико дана пре пуштања филма, Скај (енг. Sky) је емитовао документарни филм Имон истраживања: Обдукција ванземаљца (енг. Eamonn Investigates: Alien Autopsy), који је представио Имон Холмс (енг. Eamonn Investigates). У овом програму, Реј Сантили и колега продуцент Гeри Шуфилд (енг. Gary Shoefield) признали су да је њихов филм заправо "реконструкција" која садржи само, по њиховим речима, "неколико кадрова" из оригиналних двадесет и два снимка (сваки у просеку траје четири минута) , за које је Сантили тврдио да их је погледао 1992. Објаснили су да је до тренутка када су скупили довољно новца за куповину оригинала, само неколико оквира још увек било нетакнуто, а остали су били деградирани изнад тачке употребљивости због топлоте и влаге. У документарном филму Имон Холмс филм више пута назива "лажним", док Сантили стрпљиво инсистира да је то "рестаурација" стварног филма о обдукцији ванземаљца који је гледао раних 1990-их, а чији се квалитет након тога погоршао. Сантили и Шуфилд изјавили су да су "обновили" оштећени снимак снимајући симулирану обдукцију измишљеног ванземаљца на основу онога што је Сантили рекао да је видео 1992. године, а затим додајући неколико кадрова оригиналног филма који се нису деградирали. Нису идентификовали који су оквири из наводног оригинала. Према Сантилију, сет је постављен у дневној соби празног стана у Лондону. Џон Хамфрејс (енг. John Humphreys), уметник и вајар, био је запослен да конструише два лажна ванземаљска леша током периода од три недеље, користећи одливке који садрже мозак оваца, пилеће утробе и зглобове добијених из једне месаре у Лондону. Хамфрејс је такође играо улогу главног испитивача, како би му омогућио да контролише ефекте који се снимају. Филм је снимљен из два пута. Након снимања, тим је збринуо „тела“ тако што их је исекао на мале комаде и сместио у канте за смеће широм Лондона. На снимцима су приказани ванземаљски артефакти, наводно предмети пронађени на месту пада. Ту су били ванземаљски симболи и контролне табле са шест прстију, што Сантили у документарцу описује као резултат уметничке лиценце с његове стране. Ове артефакте је такође створио Хамфрејс. На снимку је приказан и човек како чита изјаву којом „потврђује“ свој идентитет као оригинални сниматељ и човек који је Сантилију предао снимак. Сантили и Шуфилд су у документарцу признали да су на улицама Лос Анђелеса (енг. Los Angeles) пронашли неидентификованог бескућника, наговорили га да игра улогу сниматеља и снимили га у једном мотелу. Документарац је такође објављен, нешто измењен, на ДВД-у 2006. године.